# براد هوفر
براد هوفر (بالإنجليزية: Brad Hoover)‏ (و. 1976  م) هو لاعب كرة قدم أمريكية، من الولايات المتحدة، ولد في هاي بوينت، يلعب كظهير ‏.

## التعليم
تعلم في جامعة كارولاين الغربية.